# Hamamélis
Hamamelis
Genre
Classification phylogénétique
Les hamamélis (Hamamelis) (du grec hama, ensemble et mêlon, fruit ou pomme) sont des arbustes à feuillage caduc de la famille des Hamamelidaceae qui comprend cinq espèces : trois originaires d'Amérique du Nord (Hamamelis ovalis, Hamamelis virginiana et Hamamelis vernalis), une originaire du Japon (Hamamelis japonica), et une de Chine (Hamamelis mollis).
Hamamelis chinensis, à fleurs blanches ou roses, est aujourd'hui classée dans un genre différent et est désormais connue sous le nom de Loropetalum chinense.

Hamamelis persica, est aujourd'hui également classée dans un genre différent et est désormais connue sous le nom de Parrotia persica ; en effet elle possède des fleurs différentes ne possédant pas de pétales.
Quatre des cinq espèces ont une très élégante floraison hivernale, sur le branchage encore dénudé. Hamamelis virginiana, qui fleurit en automne parmi le feuillage jaunissant, a une floraison moins spectaculaire. Elle est aussi connue sous les noms communs d'hamamélis de Virginie, de café du diable et de noisetier des sorcières. Les espèces à floraison hivernale ont comme les magnolias parfois une seconde floraison en automne.
Les Hamamélis servent de nourriture à plusieurs Lépidoptères, en particulier le Colotois pennaria.
Ces plantes sont utilisées en phytothérapie.

## Liste d'espèces
- Hamamelis japonica Siebold & Zucc.
- Hamamelis mollis Oliv.
- Hamamelis ovalis S. W. Leonard (2006)
- Hamamelis vernalis Sarg.
- Hamamelis virginiana L.
- Hamamelis × intermedia Rehder (Hamamelis japonica × Hamamelis mollis)

## Phytothérapie
Les Amérindiens en avaient une utilisation traditionnelle qui a été reprise par les colons occidentaux. La Commission E, l’ESCOP et l’OMS reconnaissent l'usage de l'hamamélis pour soigner les varices et les hémorroïdes ainsi que les contusions, les entorses, les plaies mineures et les inflammations locales de la peau et des muqueuses. L'ESCOP lui reconnaît également des vertus pour le traitement de la sensation de lourdeur dans les jambes (un symptôme généralement attribuable à une insuffisance veineuse). Les feuilles et l’écorce de l’hamamélis renferment de 8 % à 12 % de tanins, auxquels sont attribués les effets astringents, anti-inflammatoires et hémostatiques de la plante.

Hamamelis × intermedia
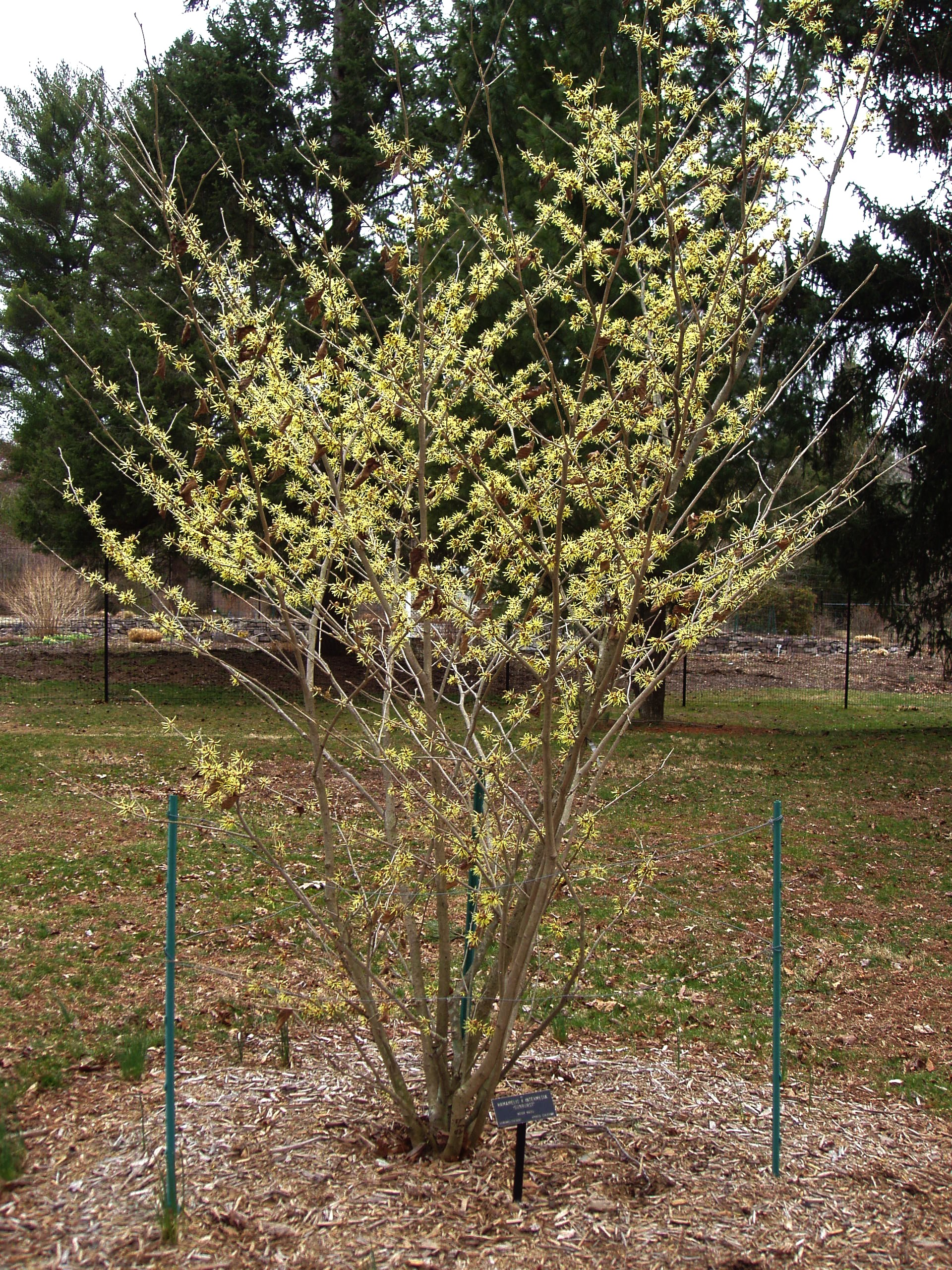
Arbuste hamamélis.
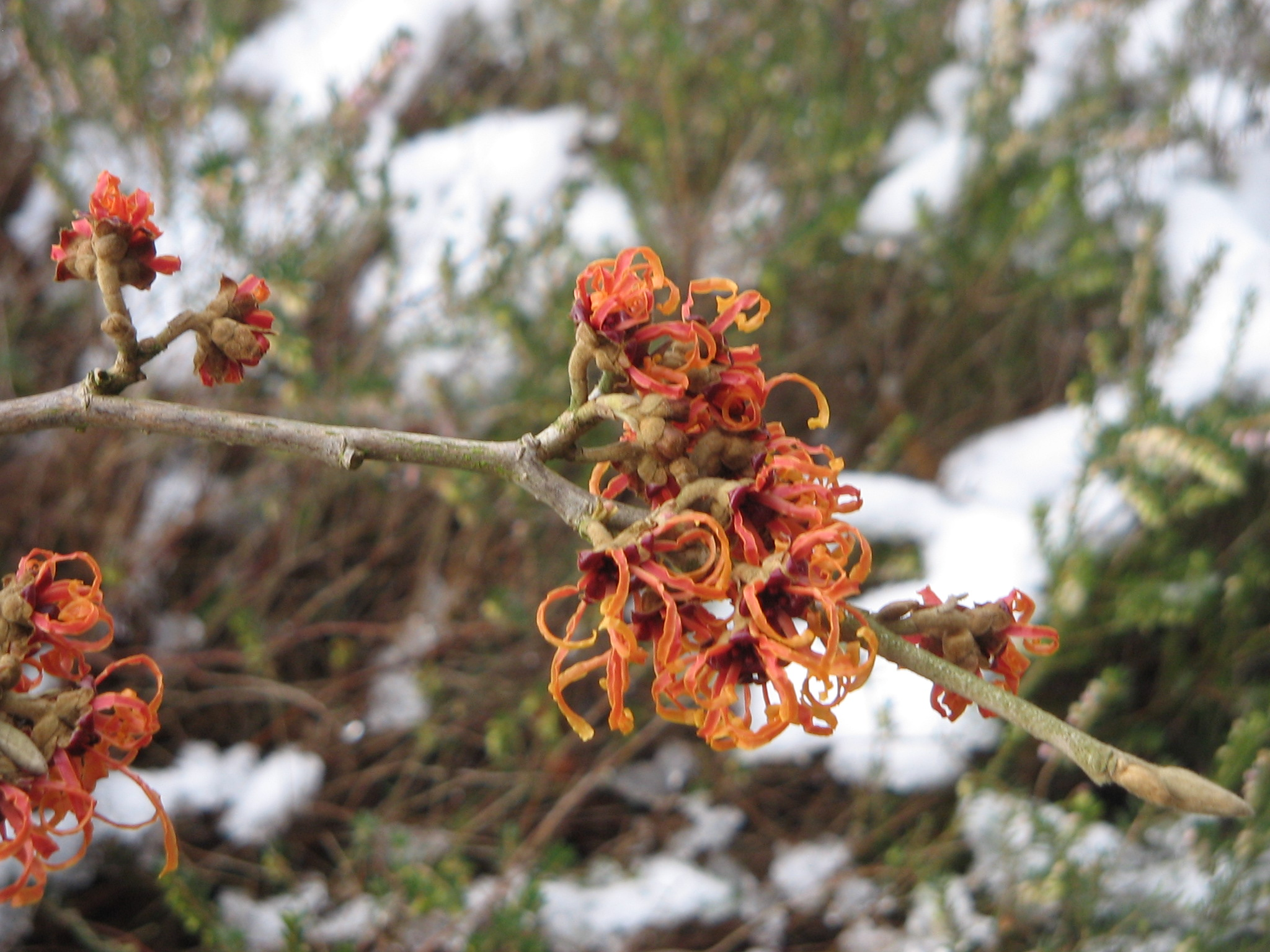
Fleurs d'Hamamelis × intermedia 'Jelena'.
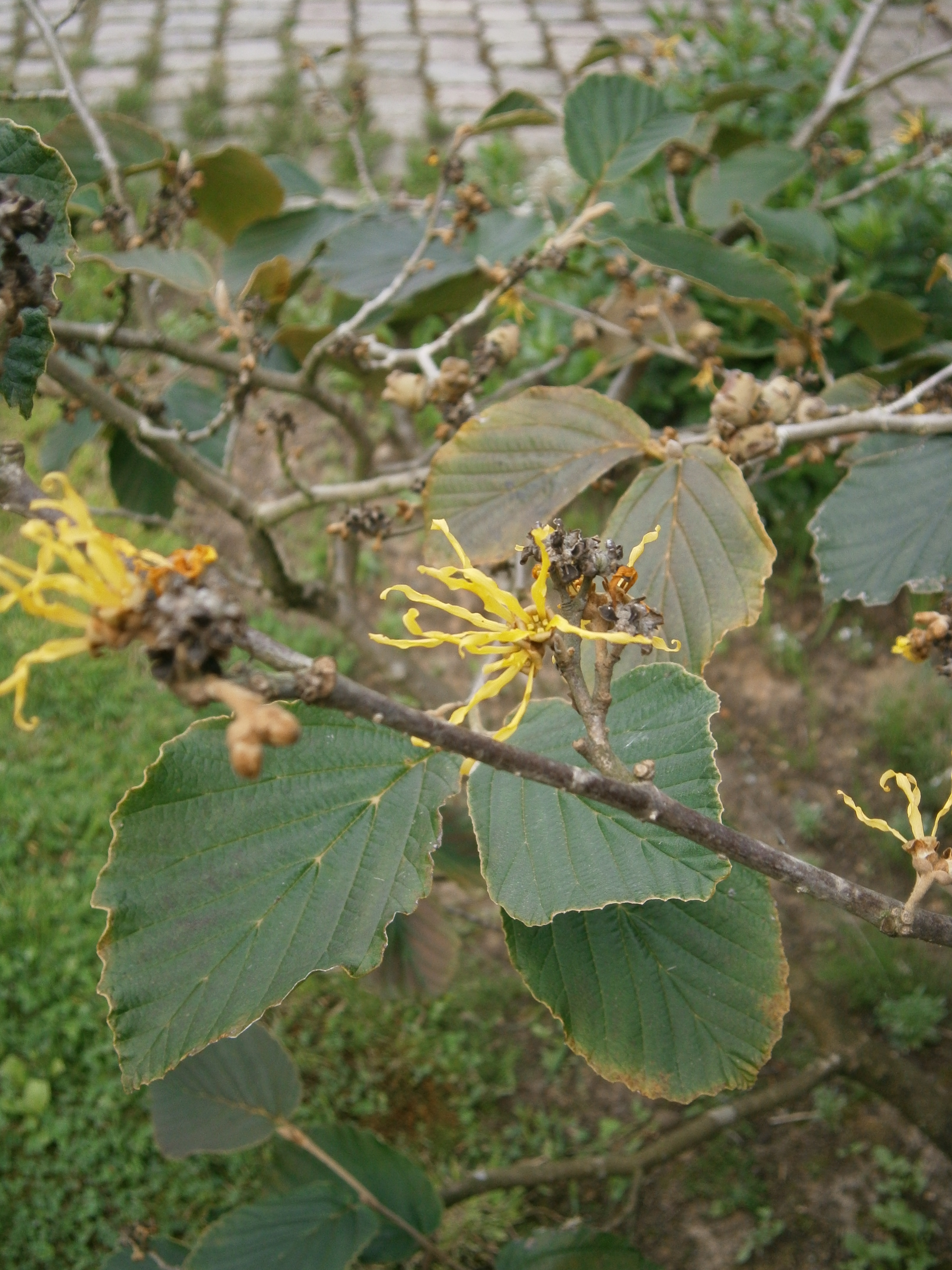
Hamamelis × intermedia 'Jelena' - seconde floraison en été.
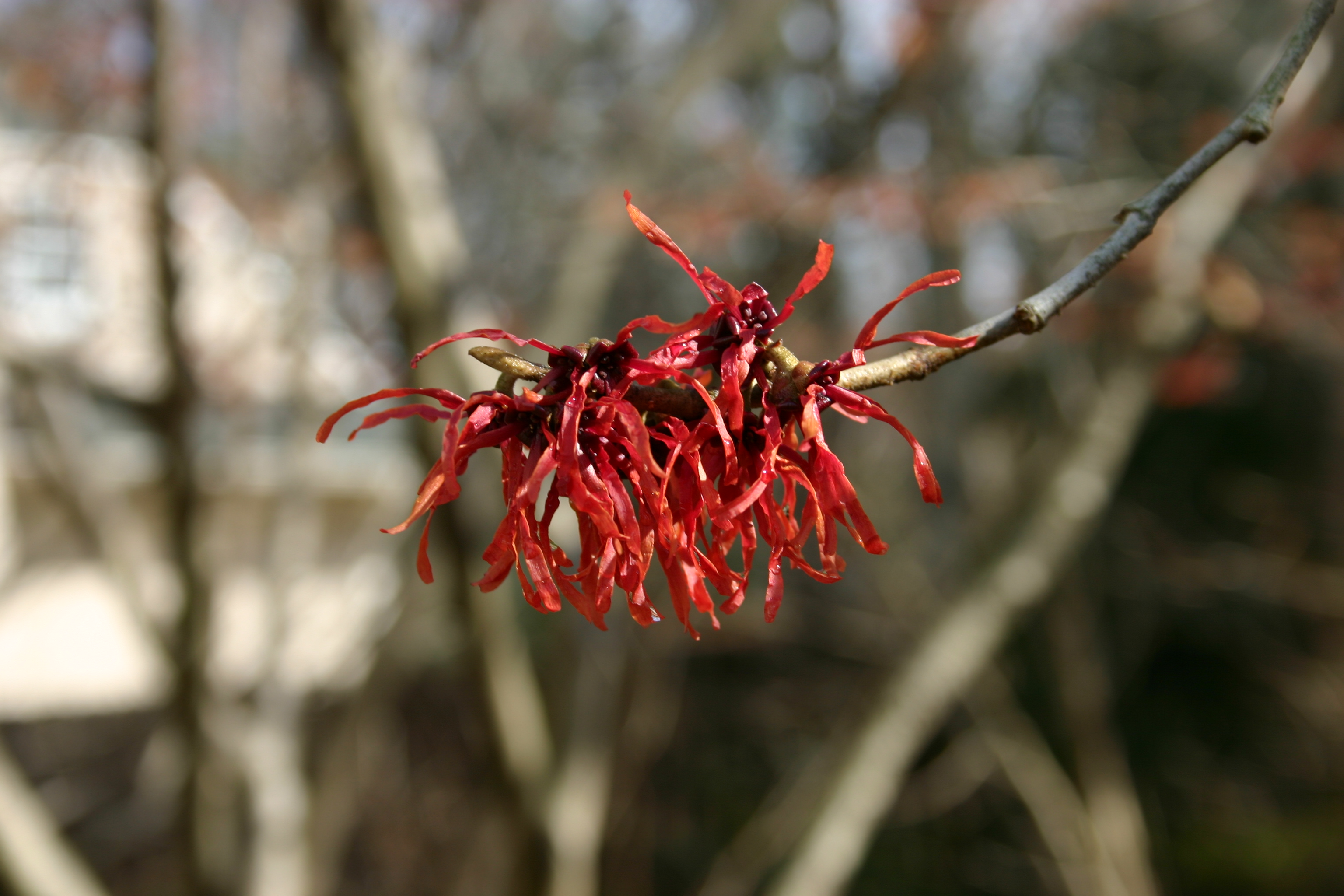
Fleurs d'Hamamelis × intermedia 'Diane'.
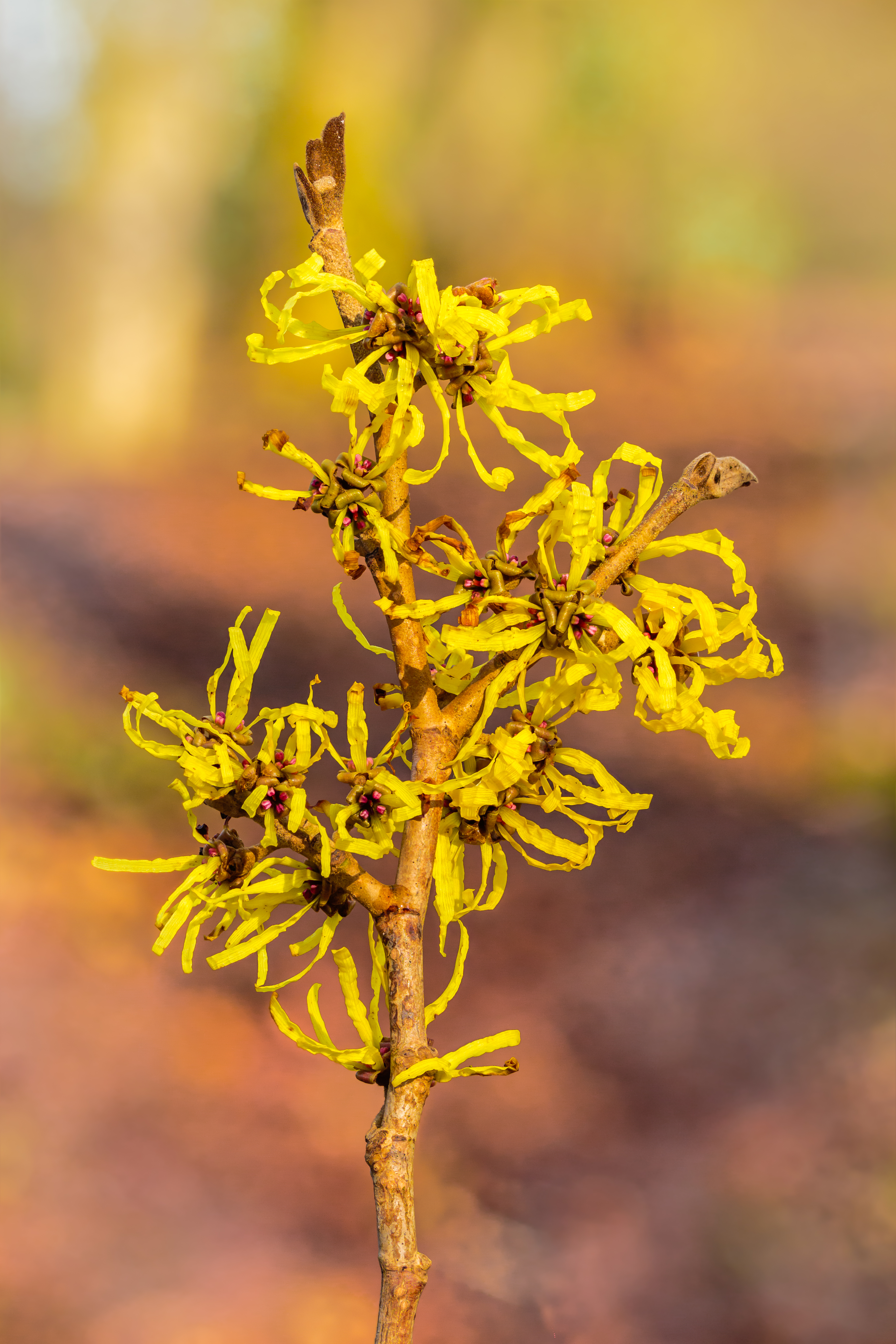
Fleurs d'Hamamelis × intermedia 'Angelly'.
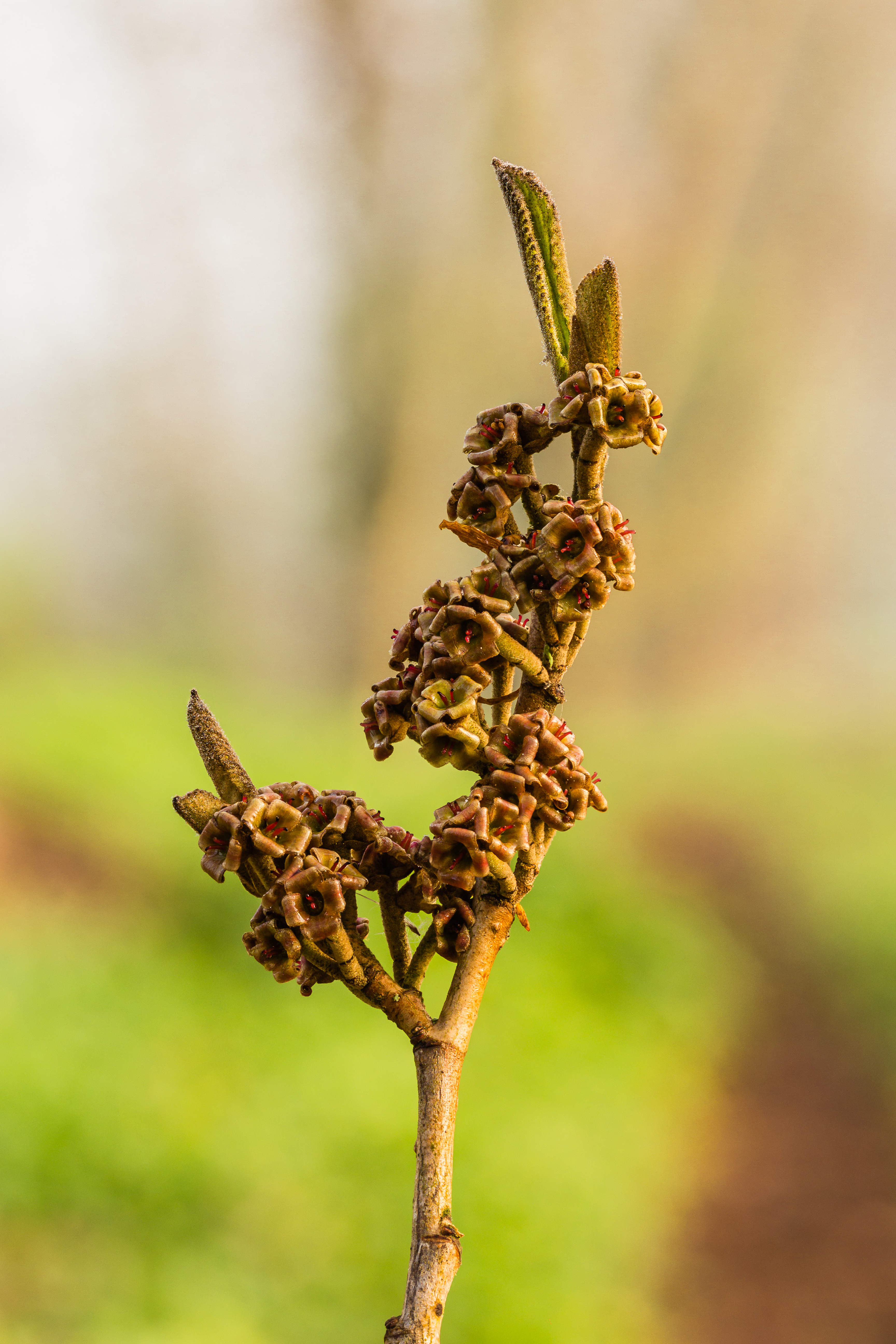
Hamamelis x intermedia 'Angelly'. De nouvelles feuilles, de nouvelles noisettes apparaissent.
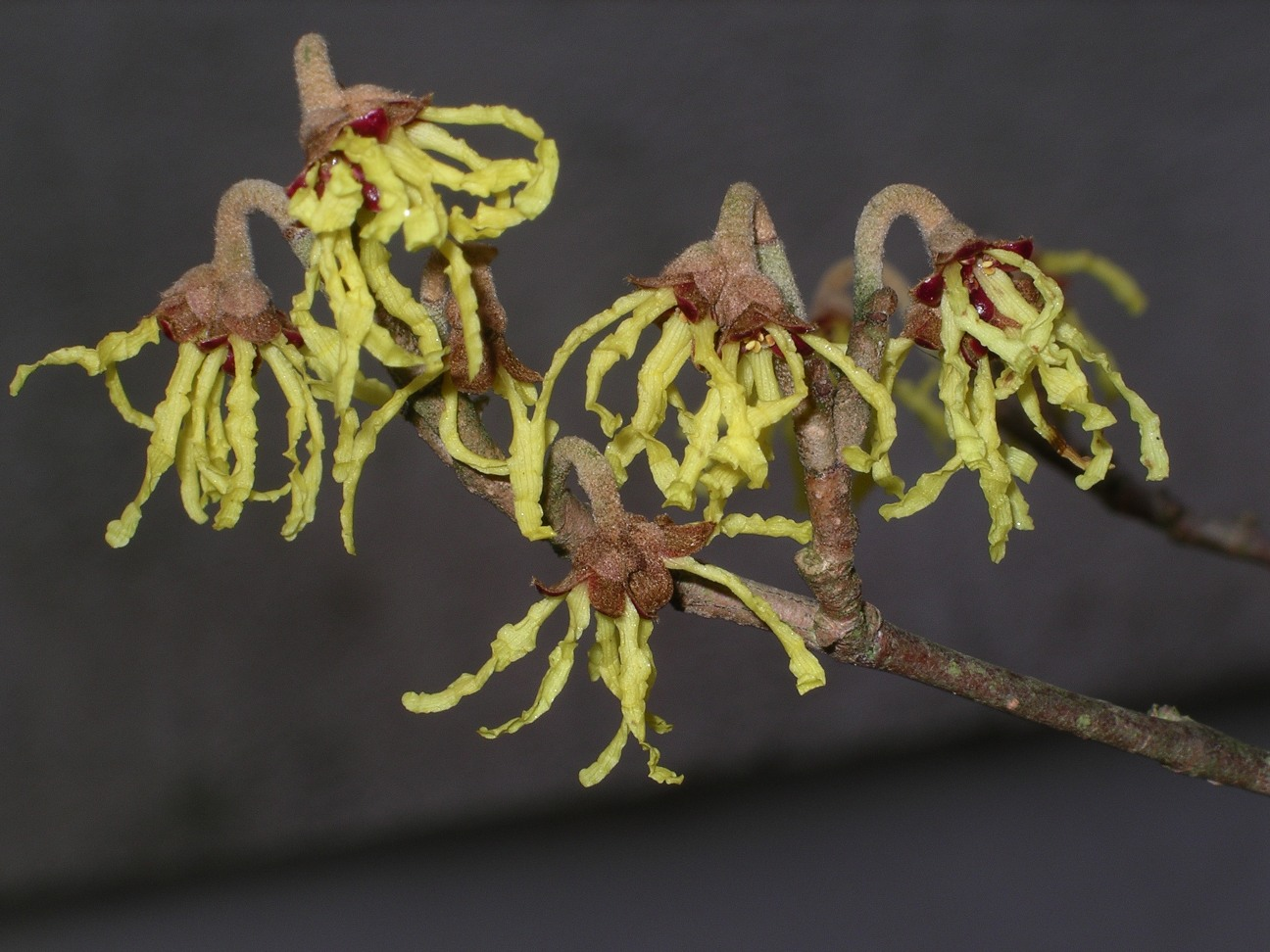
Fleurs d'Hamamelis sp. fanées, Menai Bridge (Pays de Galles).
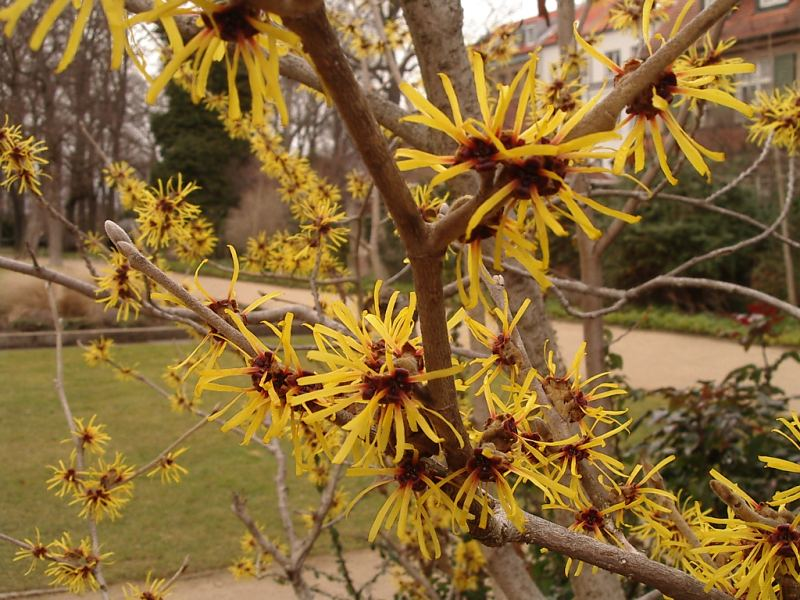
Fleurs d'Hamamelis dans le Fürth City Park (Allemagne).
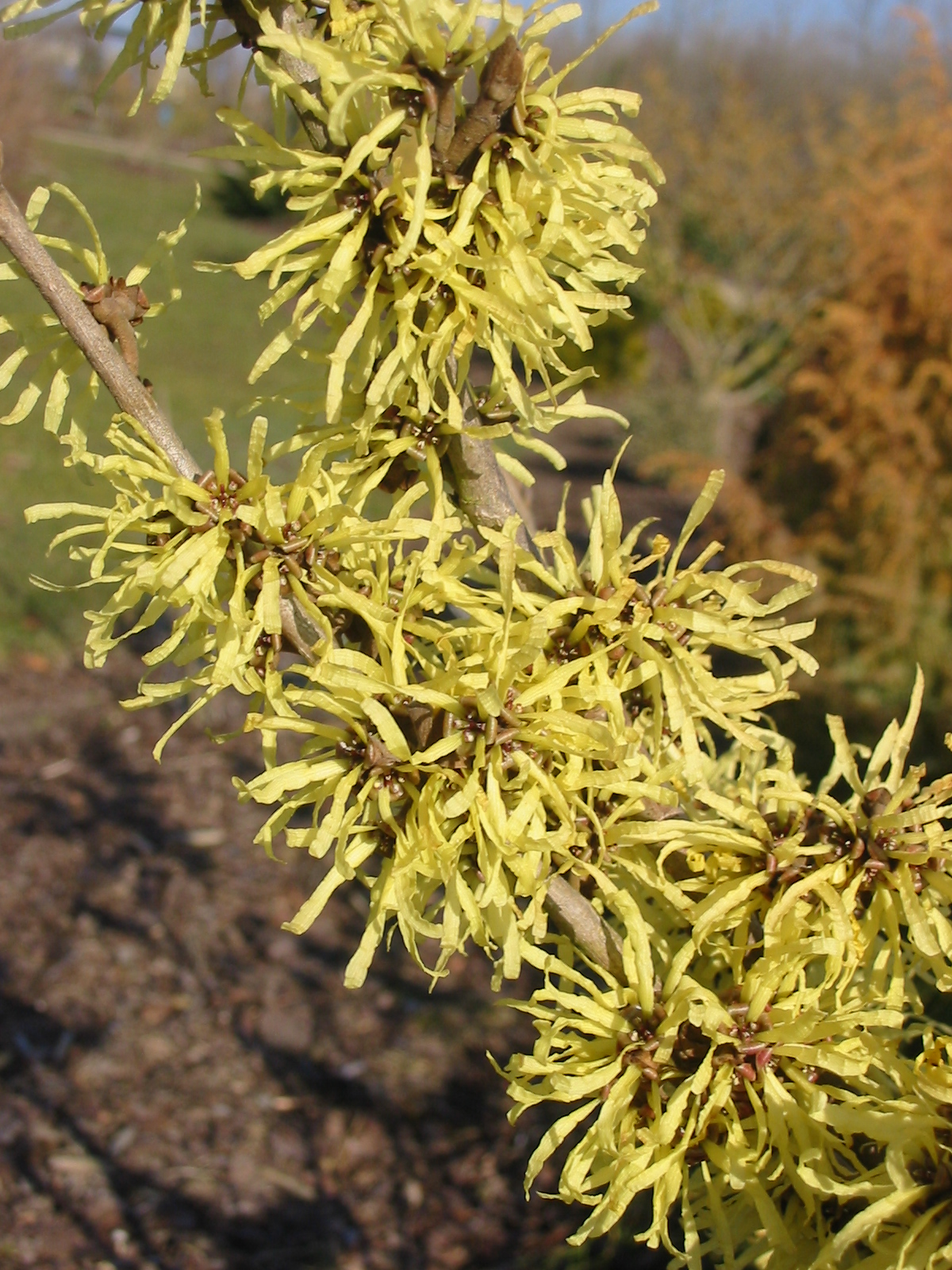
Fleurs d'Hamamelis × intermedia (H. japonica × H. mollis).